# Hierodula fuscescens
Hierodula fuscescens är en bönsyrseart som beskrevs av Blanchard 1853. Hierodula fuscescens ingår i släktet Hierodula och familjen Mantidae. Inga underarter finns listade i Catalogue of Life.